# Brenles
Brenles är en ort i kommunen Lucens i kantonen Vaud i Schweiz. Den ligger cirka 23,5 kilometer nordost om Lausanne. Orten har cirka 140 invånare (2020).
Orten var före den 1 januari 2017 en egen kommun, men inkorporerades då tillsammans med Chesalles-sur-Moudon, Cremin, Forel-sur-Lucens och Sarzens in i kommunen Lucens.